# Diline
Diline of 1,2-dihydronaftaleen is een bicyclische organische verbinding met als brutoformule C10H10. De stof is door hydrofobe eigenschappen onoplosbaar in water. Het is wel goed oplosbaar in de meeste organische oplosmiddelen, zoals benzeen, di-ethylether, ethanol, aceton en tolueen. Diline is een derivaat van naftaleen, die ontstaat door 1 dubbele binding te hydrogeneren.